# Incholmi
El injeolmi es una variedad de tteok (pastel de arroz coreano) que se prepara cociendo al vapor y machacando harina de arroz glutinoso, a la que luego se da forma de trozos pequeños y se cubren normalmente con judías secas vaporizadas en polvo u otros ingredientes.
Es un tipo representativo de tteok glutinoso machacado, y tiene variedades según el tipo de gomul (고물, cobertura) usado. El gomul puede hacerse con soja, judía azuki o sésamo seco en polvo, o con azofaifo seco cortado. Se añaden ingredientes secundarios al arroz cocido al vapor mientras se machaca en el anban (안반, tablero de madera para machacar). El patinjeolmi (팥인절미) y el kkaeinjeolmi (깨인절미) son ejemplos de las primeras, con polvo de judía azuki y sésamo respectivamente. Al ssuk injeolmi (쑥인절미) y surichwi injeolmi (수리취인절미) se añaden ssuk (Artemisia princeps) y surichwi (Synurus deltoides).
El injeolmi no es solo un aperitivo popular sino también un tteok de alta calidad usado para el janchi (잔치, fiesta o banquete) en Corea. Es fácil de digerir y nutritivo. El injeolmi puede guardarse en un frigorífico y sacarse cuando se necesita. Si se calienta levemente en el microondas, sabe casi tan bien como recién hecho.